# Liste der Nummer-eins-R&B-Alben in den USA (1999)
Dies ist eine Liste der Nummer-eins-Alben in den von Billboard ermittelten Verkaufscharts für R&B-Alben in den USA im Jahr 1999. In diesem Jahr gab es einunddreißig Nummer-eins-Alben.
| ← 1998 ← | Liste der Nummer-eins-R&B-Alben in den USA | Liste der Nummer-eins-R&B-Alben in den USA | Liste der Nummer-eins-R&B-Alben in den USA | 2000 →                    |
| \| Zeitraum \| Wo. ges. \| Interpret \| Titel \| Zusätzliche Informationen \| \| (Zeitraum, Wochen auf Platz eins, Interpret, Titel, zusätzliche Informationen) \| \| \| \| \| \| ------------------------------------------------------------------------------ \| -------- \| --------------------------- \| -------------------------------------------- \| ------------------------- \| \| 26. Dezember 1998 – 1. Januar 1999 1 Woche (insgesamt 1) \| 1 \| Redman \| Doc’s da Name 2000[1] \| – \| \| 2. Januar 1999 – 8. Januar 1999 1 Woche (insgesamt 1) \| 1 \| Mystikal \| Ghetto Fabulous[2] \| – \| \| 9. Januar 1999 – 5. Februar 1999 4 Wochen (insgesamt 4) \| 4 \| DMX \| Flesh of My Flesh, Blood of My Blood[3] \| – \| \| 6. Februar 1999 – 12. Februar 1999 1 Woche (insgesamt 1) \| 1 \| Silkk the Shocker \| Made Man[4] \| – \| \| 13. Februar 1999 – 26. Februar 1999 2 Wochen (insgesamt 2) \| 2 \| Foxy Brown \| Chyna Doll[5] \| – \| \| 27. Februar 1999 – 5. März 1999 1 Woche (insgesamt 6) \| 6 \| Lauryn Hill \| The Miseducation of Lauryn Hill[6] \| – \| \| 6. März 1999 – 12. März 1999 1 Woche (insgesamt 1) \| 1 \| Mr. Serv-On \| Da Next Level[7] \| – \| \| 13. März 1999 – 26. März 1999 2 Wochen (insgesamt 2) \| 2 \| TLC \| FanMail[8] \| – \| \| 27. März 1999 – 2. April 1999 1 Woche (insgesamt 1) \| 1 \| C-Murder \| Bossalinie[9] \| – \| \| 3. April 1999 – 9. April 1999 1 Woche (insgesamt 3) \| 3 \| TLC \| FanMail \| – \| \| 10. April 1999 – 16. April 1999 1 Woche (insgesamt 1) \| 1 \| Eminem \| The Slim Shady LP[10] \| – \| \| 17. April 1999 – 23. April 1999 1 Woche (insgesamt 4) \| 4 \| TLC \| FanMail \| – \| \| 24. April 1999 – 14. Mai 1999 3 Wochen (insgesamt 3) \| 3 \| Nas \| I Am …[11] \| – \| \| 15. Mai 1999 – 28. Mai 1999 2 Wochen (insgesamt 2) \| 2 \| Ruff Ryders \| Ryde or Die Vol. 1[12] \| – \| \| 29. Mai 1999 – 4. Juni 1999 1 Woche (insgesamt 1) \| 1 \| Snoop Dogg \| No Limit Top Dogg[13] \| – \| \| 5. Juni 1999 – 11. Juni 1999 1 Woche (insgesamt 1) \| 1 \| 8Ball & MJG \| In Our Lifetime[14] \| – \| \| 12. Juni 1999 – 18. Juni 1999 1 Woche (insgesamt 1) \| 1 \| Slick Rick \| The Art of Storytelling[15] \| – \| \| 19. Juni 1999 – 9. Juli 1999 3 Wochen (insgesamt 3) \| 3 \| Ja Rule \| Venni Vetti Vecci[16] \| – \| \| 10. Juli 1999 – 16. Juli 1999 1 Woche (insgesamt 1) \| 1 \| Missy „Misdemeanor“ Elliott \| Da Real World[17] \| – \| \| 17. Juli 1999 – 23. Juli 1999 1 Woche (insgesamt 1) \| 1 \| GZA \| Beneath the Surface[18] \| – \| \| 24. Juli 1999 – 30. Juli 1999 1 Woche (insgesamt 1) \| 1 \| Fiend \| Street Life[19] \| – \| \| 31. Juli 1999 – 13. August 1999 2 Wochen (insgesamt 2) \| 2 \| Too Short \| Can’t Stay Away[20] \| – \| \| 14. August 1999 – 20. August 1999 1 Woche (insgesamt 1) \| 1 \| Hot Boys \| Guerrilla Warfare[21] \| – \| \| 21. August 1999 – 27. August 1999 1 Woche (insgesamt 1) \| 1 \| Memphis Bleek \| Coming of Age[22] \| – \| \| 28. August 1999 – 3. September 1999 1 Woche (insgesamt 1) \| 1 \| Various Artists \| Violator: The Album[23] \| – \| \| 4. September 1999 – 10. September 1999 1 Woche (insgesamt 1) \| 1 \| Mary J. Blige \| Mary[24] \| – \| \| 11. September 1999 – 17. September 1999 1 Woche (insgesamt 1) \| 1 \| Puff Daddy \| Forever[25] \| – \| \| 18. September 1999 – 1. Oktober 1999 2 Wochen (insgesamt 3) \| 3 \| Mary J. Blige \| Mary \| – \| \| 2. Oktober 1999 – 15. Oktober 1999 2 Wochen (insgesamt 2) \| 2 \| Eve \| Let There Be Eve…Ruff Ryders’ First Lady[26] \| – \| \| 16. Oktober 1999 – 29. Oktober 1999 2 Wochen (insgesamt 2) \| 2 \| Method Man & Redman \| Blackout![27] \| – \| \| 30. Oktober 1999 – 12. November 1999 2 Wochen (insgesamt 4) \| 4 \| Eve \| Let There Be Eve…Ruff Ryders’ First Lady \| – \| \| 13. November 1999 – 19. November 1999 1 Woche (insgesamt 1) \| 1 \| Master P \| Only God Can Judge Me[28] \| – \| \| 20. November 1999 – 3. Dezember 1999 2 Wochen (insgesamt 2) \| 2 \| Lil Wayne \| Tha Block Is Hot[29] \| – \| \| 4. Dezember 1999 – 24. Dezember 1999 3 Wochen (insgesamt 3) \| 3 \| Dr. Dre \| 2001[30] \| – \| \| 25. Dezember 1999 – 31. Dezember 1999 1 Woche (insgesamt 1) \| 1 \| The Notorious B.I.G. \| Born Again[31] \| – \| |                                            |                                            |                                            |                           |
| ← 1998 |                                            |                                            |                                            | → 2000 →                  |
| Zeitraum | Wo. ges.                                   | Interpret                                  | Titel                                      | Zusätzliche Informationen |
| (Zeitraum, Wochen auf Platz eins, Interpret, Titel, zusätzliche Informationen) |                                            |                                            |                                            |                           |
| 26. Dezember 1998 – 1. Januar 1999 1 Woche (insgesamt 1) | 1                                          | Redman                                     | Doc’s da Name 2000                         | –                         |
| 2. Januar 1999 – 8. Januar 1999 1 Woche (insgesamt 1) | 1                                          | Mystikal                                   | Ghetto Fabulous                            | –                         |
| 9. Januar 1999 – 5. Februar 1999 4 Wochen (insgesamt 4) | 4                                          | DMX                                        | Flesh of My Flesh, Blood of My Blood       | –                         |
| 6. Februar 1999 – 12. Februar 1999 1 Woche (insgesamt 1) | 1                                          | Silkk the Shocker                          | Made Man                                   | –                         |
| 13. Februar 1999 – 26. Februar 1999 2 Wochen (insgesamt 2) | 2                                          | Foxy Brown                                 | Chyna Doll                                 | –                         |
| 27. Februar 1999 – 5. März 1999 1 Woche (insgesamt 6) | 6                                          | Lauryn Hill                                | The Miseducation of Lauryn Hill            | –                         |
| 6. März 1999 – 12. März 1999 1 Woche (insgesamt 1) | 1                                          | Mr. Serv-On                                | Da Next Level                              | –                         |
| 13. März 1999 – 26. März 1999 2 Wochen (insgesamt 2) | 2                                          | TLC                                        | FanMail                                    | –                         |
| 27. März 1999 – 2. April 1999 1 Woche (insgesamt 1) | 1                                          | C-Murder                                   | Bossalinie                                 | –                         |
| 3. April 1999 – 9. April 1999 1 Woche (insgesamt 3) | 3                                          | TLC                                        | FanMail                                    | –                         |
| 10. April 1999 – 16. April 1999 1 Woche (insgesamt 1) | 1                                          | Eminem                                     | The Slim Shady LP                          | –                         |
| 17. April 1999 – 23. April 1999 1 Woche (insgesamt 4) | 4                                          | TLC                                        | FanMail                                    | –                         |
| 24. April 1999 – 14. Mai 1999 3 Wochen (insgesamt 3) | 3                                          | Nas                                        | I Am …                                     | –                         |
| 15. Mai 1999 – 28. Mai 1999 2 Wochen (insgesamt 2) | 2                                          | Ruff Ryders                                | Ryde or Die Vol. 1                         | –                         |
| 29. Mai 1999 – 4. Juni 1999 1 Woche (insgesamt 1) | 1                                          | Snoop Dogg                                 | No Limit Top Dogg                          | –                         |
| 5. Juni 1999 – 11. Juni 1999 1 Woche (insgesamt 1) | 1                                          | 8Ball & MJG                                | In Our Lifetime                            | –                         |
| 12. Juni 1999 – 18. Juni 1999 1 Woche (insgesamt 1) | 1                                          | Slick Rick                                 | The Art of Storytelling                    | –                         |
| 19. Juni 1999 – 9. Juli 1999 3 Wochen (insgesamt 3) | 3                                          | Ja Rule                                    | Venni Vetti Vecci                          | –                         |
| 10. Juli 1999 – 16. Juli 1999 1 Woche (insgesamt 1) | 1                                          | Missy „Misdemeanor“ Elliott                | Da Real World                              | –                         |
| 17. Juli 1999 – 23. Juli 1999 1 Woche (insgesamt 1) | 1                                          | GZA                                        | Beneath the Surface                        | –                         |
| 24. Juli 1999 – 30. Juli 1999 1 Woche (insgesamt 1) | 1                                          | Fiend                                      | Street Life                                | –                         |
| 31. Juli 1999 – 13. August 1999 2 Wochen (insgesamt 2) | 2                                          | Too Short                                  | Can’t Stay Away                            | –                         |
| 14. August 1999 – 20. August 1999 1 Woche (insgesamt 1) | 1                                          | Hot Boys                                   | Guerrilla Warfare                          | –                         |
| 21. August 1999 – 27. August 1999 1 Woche (insgesamt 1) | 1                                          | Memphis Bleek                              | Coming of Age                              | –                         |
| 28. August 1999 – 3. September 1999 1 Woche (insgesamt 1) | 1                                          | Various Artists                            | Violator: The Album                        | –                         |
| 4. September 1999 – 10. September 1999 1 Woche (insgesamt 1) | 1                                          | Mary J. Blige                              | Mary                                       | –                         |
| 11. September 1999 – 17. September 1999 1 Woche (insgesamt 1) | 1                                          | Puff Daddy                                 | Forever                                    | –                         |
| 18. September 1999 – 1. Oktober 1999 2 Wochen (insgesamt 3) | 3                                          | Mary J. Blige                              | Mary                                       | –                         |
| 2. Oktober 1999 – 15. Oktober 1999 2 Wochen (insgesamt 2) | 2                                          | Eve                                        | Let There Be Eve…Ruff Ryders’ First Lady   | –                         |
| 16. Oktober 1999 – 29. Oktober 1999 2 Wochen (insgesamt 2) | 2                                          | Method Man & Redman                        | Blackout!                                  | –                         |
| 30. Oktober 1999 – 12. November 1999 2 Wochen (insgesamt 4) | 4                                          | Eve                                        | Let There Be Eve…Ruff Ryders’ First Lady   | –                         |
| 13. November 1999 – 19. November 1999 1 Woche (insgesamt 1) | 1                                          | Master P                                   | Only God Can Judge Me                      | –                         |
| 20. November 1999 – 3. Dezember 1999 2 Wochen (insgesamt 2) | 2                                          | Lil Wayne                                  | Tha Block Is Hot                           | –                         |
| 4. Dezember 1999 – 24. Dezember 1999 3 Wochen (insgesamt 3) | 3                                          | Dr. Dre                                    | 2001                                       | –                         |
| 25. Dezember 1999 – 31. Dezember 1999 1 Woche (insgesamt 1) | 1                                          | The Notorious B.I.G.                       | Born Again                                 | –                         |